# Aston Martin
Aston Martin (Астон Мартін) — з 1913 року англійський виробник автомобілів. Штаб-квартира розташована в місті Гейдон. У 1924 році компанію купує Дороті Чарнвуд, у 1932 році — Ленс Прадеус Бруне, у 1947 році — фірма David Brown Limited, у 1972 році — фірма Company Developments, у 1975 році — група інвесторів на чолі з Пітером Спрагом, у 1981 році — Віктор Гаунтлетт, у 1983 році — фірма ALL Inc, а у 2012 році — фірма Investindustrial. Сьогодні компанія займається виготовленням престижних спортивних автомобілів.
У 1987-2007 роках компанія належала американському автогіганту Ford Motor Company. Тому в розробках більшості моделей «Астон Мартін» по внутрішньофірмовій кооперації використовувались деталі (наприклад, двигуни), які вироблялися фірмою Jaguar Cars. По суті, моделі «Астон Мартін» того часу були «відшліфованими», або «доведеними до вищої кондиції», «Ягуарами».
У березні 2007 року через економічні проблеми Ford продав Jaguar індійському концерну Tata, а Aston Martin продали британському консорціуму з кількох фірм: британському малому підприємству Девіда Річардса, фірмам Investment Dar та Adeem Investment, що зареєстровані в Кувейті, та англійському бізнесмену Джону Сінгерсу. Невелика частина продовжує належати корпорації Ford Motors.
Основне виробництво знаходиться в місті Гейдон, а також частково в Граці (фірма Magna Steyr).

## Заснування компанії
Компанія Aston Martin мала проблемну історію після третьої чверті 20 століття, але також зазнала й тривалі періоди успіху та стабільності. «Під час першого століття існування ми збанкрутували сім разів», — заявив майбутній генеральний директор Енді Палмер у Automotive News Europe. «Під час другого століття ми переконались, що гірше вже позаду». На тлі високого попиту на Aston Martin DB11, першої повністю нової моделі за десятиліття, компанія знову отримала високі прибутки в першому кварталі 2017 року.
Aston Martin була заснована в 1913 році Лайонелем Мартіном і Робертом Бамфордом. У минулому році вони об'єднали свої зусилля у компанії Bamford & Martin, щоб продавати автомобілі, виготовлені компанією Singer, у приміщенні на Келлоу Стріт у Лондоні, де також обслуговували автомобілі GWK та Calthorpe. Мартін брав участь у перегонах на пагорбі Астон Хілл біля Астон Клінтон, і згодом пара вирішила виготовляти свої власні машини. Перша машина, яка отримала назву Aston Martin, була створена Мартіном із встановленням чотирициліндрового двигуна Coventry-Simplex на шасі Isotta-Fraschini 1908 року.

## Початок виробництва автомобілів
Мартін і Бемфорд придбали приміщення в Хеннікер Меуз в Кенсінгтоні і виготовили свій перший автомобіль у березні 1915 року. Виробництво не могло розпочатися через початок Першої світової війни, і Мартін приєднався до Британського адміралтейства, а Бамфорд вступив до Королівського армійського службового корпусу. Вся техніка була продана компанії Sopwith Aviation Company.

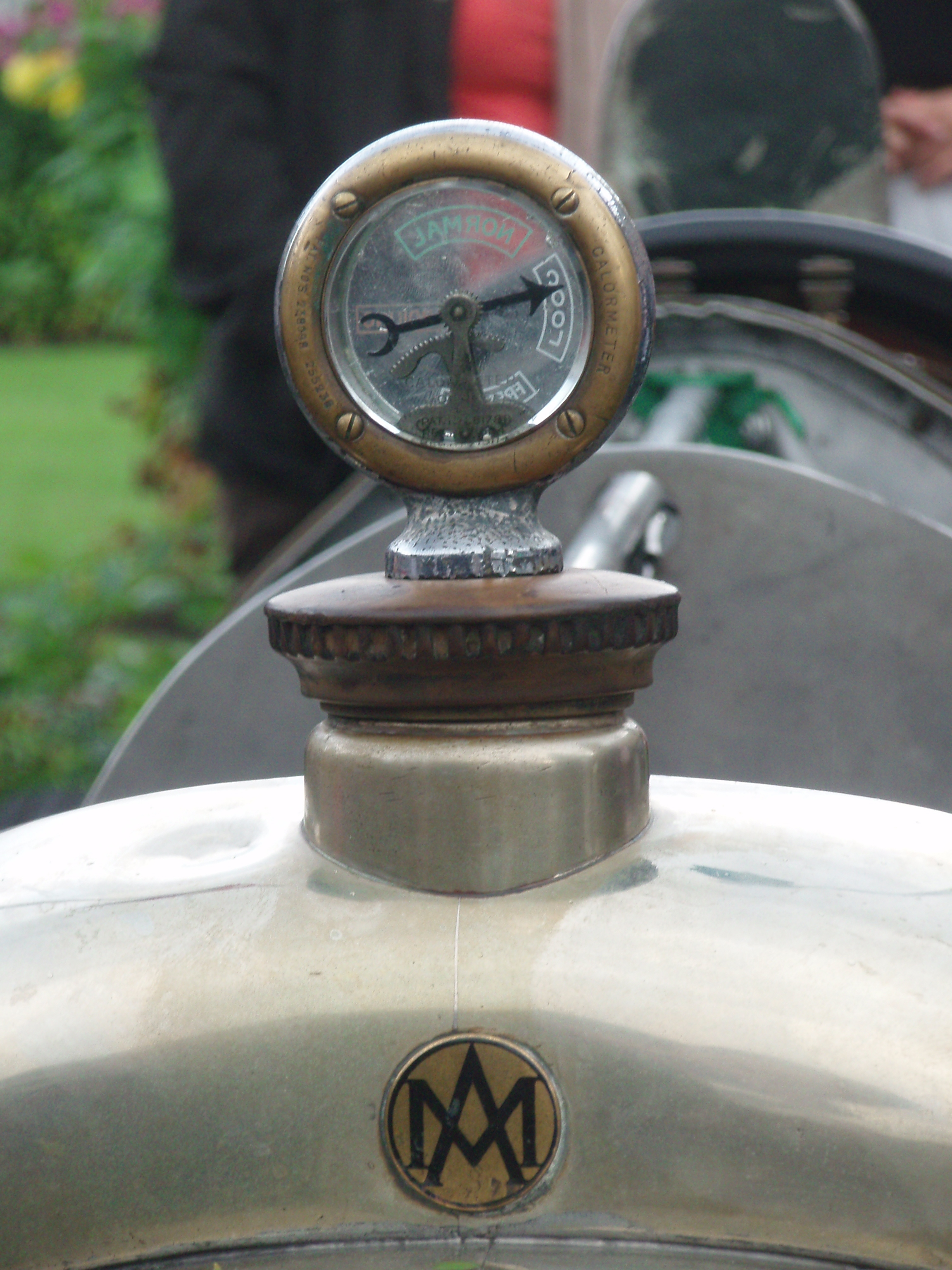
Автомобіль Aston Martin 1923 року гоночної команди Razor Blade

Після війни вони знайшли нові приміщення на Абінгдон Роуд у Кенсінгтоні та спроєктували новий автомобіль. Бамфорд покинув компанію у 1920 році, і тоді справи Aston Martin пожвавило фінансування від графа Луїса Зборовського. 1922 року Bamford & Martin виготовили автомобілі, щоб виступити на Гран-прі Франції. Автомобілі встановлювалии світові рекорди швидкості та витривалості в Бруклендс. Три автомобілі заводської команди з 16-клапанними двигунами з двома розподільними валами були побудовані для перегонів та побиття[що?]: шасі номер 1914, пізніше вдосоналений як Green Pea; шасі номер 1915, рекордний автомобіль Razor Blade; та шасі номер 1916, пізніше вдосоналений як Halford Special.

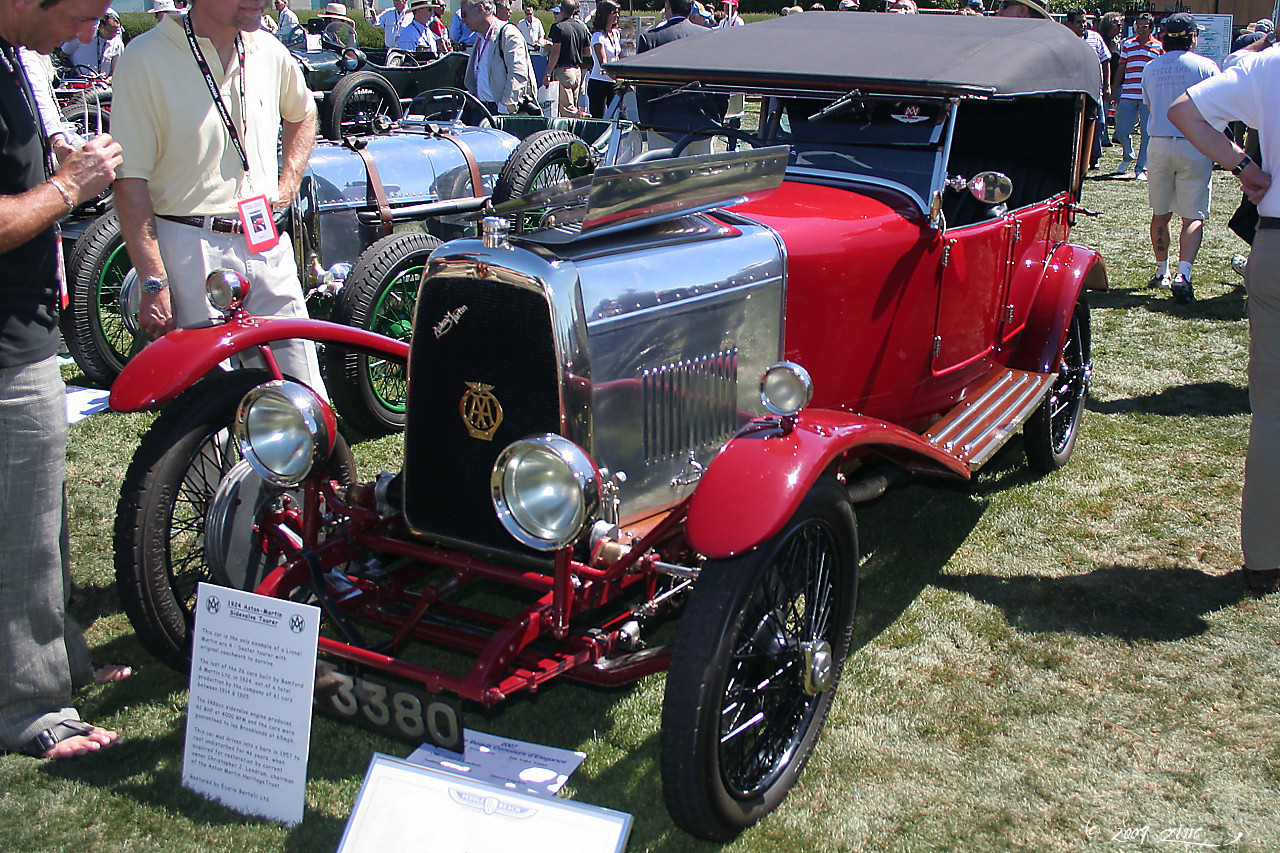
Aston Martin 1924 року

Було побудовано близько 55 машин для продажу у двох конфігураціях: довгі та короткі шасі. 1924 року Aston Martin збанкрутував і його придбала леді Дороті Чарнвуд, яка поставила до керівництва свого сина Джона Бенсона. Aston Martin знову збанкрутувала у 1925 році, а завод був закритий у 1926 році, коли Лайонель Мартін покинув компанію.
Пізніше того ж року, Білл Ренвік, Август (Берт) Бертеллі та група інвесторів, включаючи Леді Чарнвуд, взяли під контроль цю компанію. Вони перейменували її в Aston Martin Motors і перенесли її на місце колишньої компанії Whitehead Aircraft Limited у Фелтамі. Ренвік і Бертеллі, що вже кілька років співпрацювали, розробили чотирициліндровий двигун з верхнім розподільчим валом і використанням запатентованої конструкції камери згоряння Ренвіка, який вони випробували на шасі Enfield-Allday. Був виготовлений єдиний автомобіль «Renwick and Bertelli», він був знаний як «Buzzbox» і дійшов до наших днів.
Колеги планували продати свій двигун виробникам двигунів, але, почувши, що Aston Martin вже не виробляли автомобілі, зрозуміли, що зможуть створити свою репутацію, почавши виробництво абсолютно нової машини.

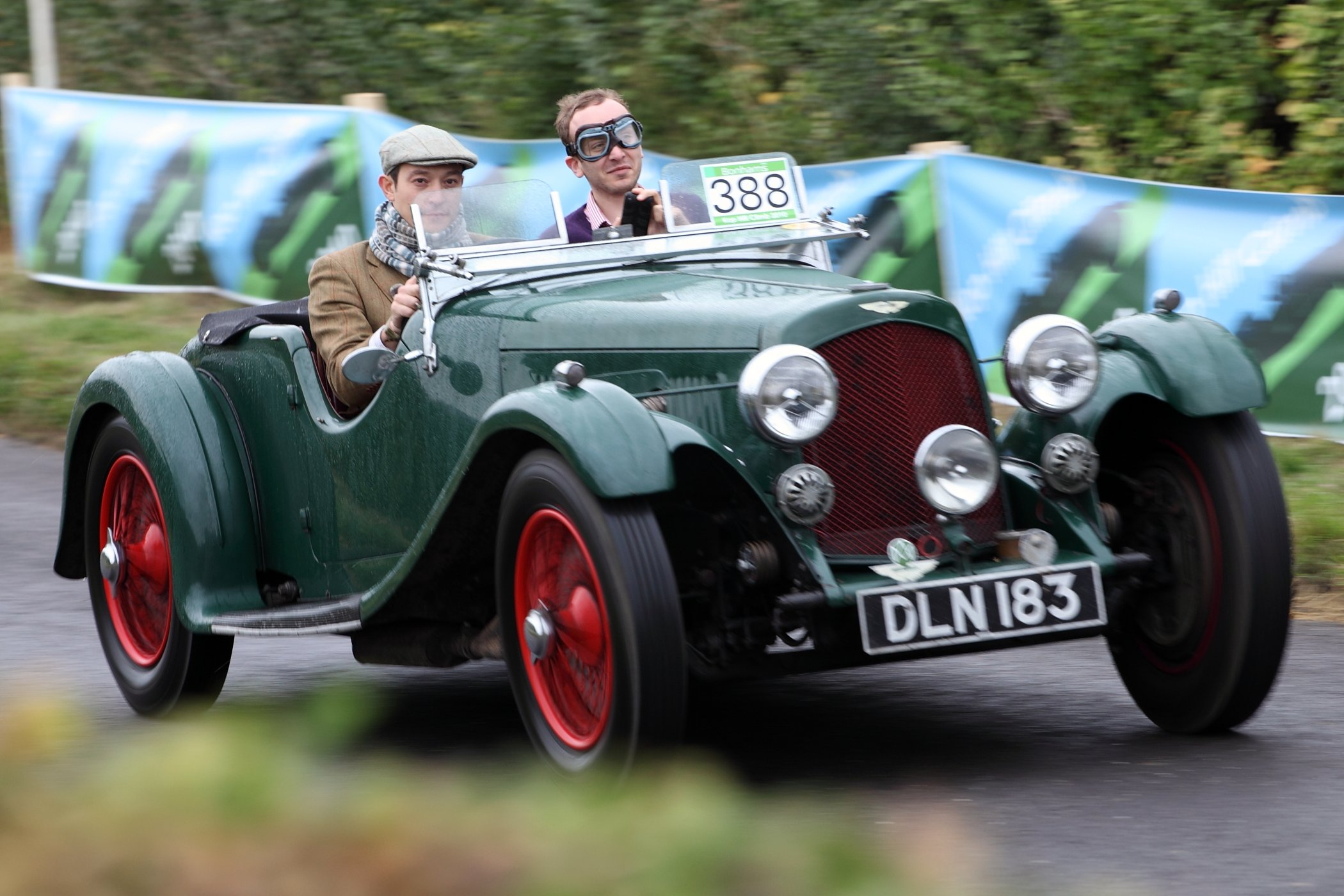
Aston Martin 2 litre Speed Model 1937 року

Між 1926 і 1937 роками Бертеллі був як технічним директором, так і конструктором усіх нових Aston Martin, відтоді вони стали знані як «автомобілі Бертеллі». До них входили 1,5-літровий «T-type», «International», «Le Mans», «МКII» і його гоночний варіант «Ulster», а також 2-літровий 15/98 та його гоночний варіант «Speed Model». Більшість із них були відкритими двомісними спортивними машинами з кузовами від брата Берта Бертеллі Енріко (Гаррі), з невеликою кількістю чотиримісних «турерів» з довгим шасі, «дропхедів» та седанів.
Бертеллі був компетентним гонщиком, який виступав на своїх автомобілях, один з небагатьох власників/виробників/водіїв. Автомобілі команди «LM» були дуже успішними у національних та міжнародних автоперегонах, в тому числі в Ле-Мані та Міле Мілья.
Фінансові проблеми знову виникли у 1932 році. Aston Martin був врятований протягом року Ленсом Прадеус Бруне, перед його передачею до рук сера Артура Сазерленда. 1936 року Aston Martin вирішив сконцентруватися на дорожніх машинах, виробивши всього 700 екземплярів до початку Другої світової війни. Під час війни виробництво перейшло на компоненти літальних апаратів.

## Aston Martin у власності компанії David Brown
У 1947 році старий (заснований 1860 року) приватний виробник зубчастих коліс та верстатів з Гаддерсфілду David Brown Limited придбав компанію Aston Martin, підпорядкувавши її своїй Tractor Group. Девід Браун став останнім рятівником Aston Martin. Він також власними зусиллями придбав компанію Lagonda за її 2,6-літровий двигун, розроблений Уолтером Бентлі. Lagonda перемістили виробництво в Ньюпорт Пагнелл і поділилися двигунами, ресурсами та приміщеннями. Aston Martin почав будувати класичні серії автомобілів «DB».

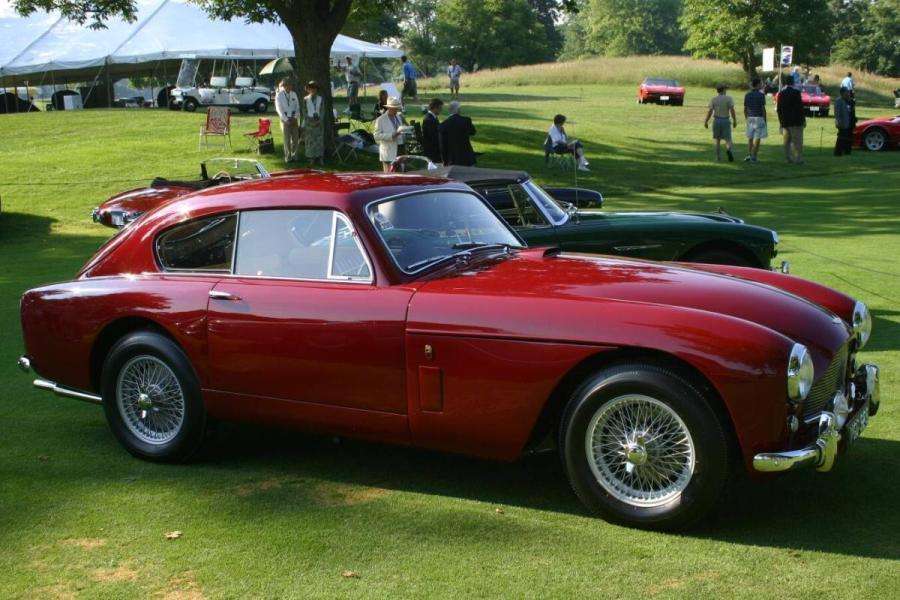
Aston Martin DB Mark III

У квітні 1950 року вони оголосили про плани виробляти свій прототип для Ле-Мана, який отримав назву DB2, а потім DB2/4 у 1953 році, DB2/4 MkII в 1955 році, DB Mark III в 1957 році та DB4 з італійським дизайном і 3.7-літровим двигуном у 1958 році.
Хоча ці моделі допомогли Aston Martin створити добрий гоночний родовід, DB4 виділився і отримав назву DB5 в 1963 році. Aston Martin залишився вірним своєму стилю «гранд туринг» з моделями DB6 (1965-1970) і DBS (1967-1972).
Шестициліндрові двигуни цих автомобілів з 1954 по 1965 роки були розроблені Тадеком Мареком.

## Aston Martin у власності компанії Company Developments
Aston Martin часто був у важкому фінансовому становищі. 1972 року Девід Браун виплатив усі свої борги, заявивши, що вони становили 5 млн фунтів стерлінгів або більше, і продав компанію за 101 фунт стерлінгів фірмі Company Developments, інвестиційному консорціуму з Бірмінгема під головуванням бухгалтера Вільяма Віллсона. Докладніше про цей період можна дізнатися з біографії Віллсона. Всесвітня рецесія, брак оборотного капіталу та труднощі розвитку без належних ресурсів для вдосконалення двигуна, щоб він відповідав каліфорнійським вимогам викидів — це зупинило продаж Aston Martin у США, знову змусивши здійснювати конкурсне виробництво наприкінці 1974 року. Тут працювало 460 працівників, коли завод закрили.

## Aston Martin у власності Пітера Спрага і Алана Кертіса
Власник продав бізнес у квітні 1975 року за 1.05 мільйона фунтів стерлінгів північноамериканському бізнесмену Пітеру Спрагу з компанії National Semiconductor, готельєру з Торонто Джорджу Міндену та лондонському бізнесмену Джеремі Тернеру, який стверджував журналістам, що Aston Martin залишився контрольованим Великою Британією бізнесом. Спраг пізніше зазначав, що він закохався в компанію, майстерність, відданість й інтелект робітників, а не в машини. У цей момент він і Мінден запросили інвестора Алана Кертіса, британського забудовника офісної нерухомості, разом з Джорджем Флатером, відставним сталевим магнатом з Шеффілда.
Через шість місяців, у вересні 1975 року, завод, що був закритий у грудні минулого року, був знову відкритий, а його новим власником став Aston Martin Lagonda Limited (AML) з 100 співробітниками, і до кінця 1975 року планували підняти штат до 250 осіб. У січні 1976 року AML отримали замовлення на 150 автомобілів для США, 100 для інших ринків та ще 80 для японського агентства імпорту. На Женевському автосалоні Фред Гартлі, виконавчий директор та директор з продажу протягом 13 років до цього, оголосив, що йде у відставку через «розбіжності у маркетинговій політиці». Виконавчим директором став Алан Кертіс.
Нові власники підштовхнули Aston Martin до модернізації своєї лінії, виробляючи V8 Vantage у 1977 році, кабріолет Volante у 1978 році і один з Bulldog з кузовом роботи Вільяма Таунса у 1980 році. Таунс також стилізував новий футуристичний седан Lagonda на базі моделі V8.
Кертіс, який мав 42 % акцій Aston Martin, також призвів до зміни напрямку від звичайних клієнтів, які були фанатами Aston Martin, до успішних молодих одружених бізнесменів. Ціни були збільшені на 25 %. Було припущення, що AML збиралися купувати Lamborghini. Наприкінці 1970-х років відбулися широкомасштабні дискусії про запуск MG в консорціум Aston Martin. 85 депутатів Торі утворили групу тиску, щоб реалізувати захоплення компанії British Leyland у свої руки. CH Industrials plc (виробник автомобільних комплектуючих) купила 10 % акцій у компанії AML. Але в липні 1980 року через рецесію AML скоротив свої кадрові сили з 450 чоловік більш ніж на 20 %, змусивши цих людей звільнитися, а наступного дня British Leyland оголосили, що втратили надію на порятунок MG за допомогою Aston Martin.

## Aston Martin у власності Віктора Гаунтлетта
У січні 1981 року, коли не було задовільних партнерів для відновлення, Алан Кертіс і Пітер Спраг заявили, що вони не мали наміру підтримувати довгостроковий фінансовий інтерес у компанії Aston Martin Lagonda, і вона була продана Віктору Гаунтлетту з компанії Pace Petroleum. Спраг і Кертіс зазначали, що за їх володіння фінанси AML підвищилися до такого розміру, що пропозицію покупки MG вони могли б прийняти. Світові продажі скоротилися до трьох машин на тиждень, спонукавши голову Алана Кертіса, Спрага та Міндена розглянути можливість закриття виробництва, зосередившись на сервісі та реставрації. На цьому етапі Кертіс відвідав виступи Стірлінга Мосса у Брендс Хетч, організовані 1980 року компанією Pace, і зустрівся з уродженцем міста Фарнема Віктором Гаунтлеттом.
У 1980 році Гаунтлетт купив 12,5 % акцій Aston Martin за 500 000 фунтів стерлінгів через компанію Pace Petroleum, разом з Тімом Херлі із CH Industrials, що отримав аналогічну частку. Pace і CHI стали спільними 50/50 власниками на початку 1981 року, з Гаунтлеттом на посаді виконавчого директора. Гаунтлетт також очолював команду з продажу, і після деяких розробок та реклами, коли Aston Martin Lagonda стала найшвидшою у світі 4-місною серійною машиною, зміг продавати її в Омані, Кувейті та Катарі.
У 1982 році Aston Martin отримав Королівський ордер від принца Уельського. Астон Мартін зберігає цей ордер до цього дня.
Розуміючи, що розробка нової продукції Aston Martin займе деякий час, вони створили допоміжну інженерну службу для розробки автомобільної продукції для інших компаній. Було вирішено використовувати торгову назву Tickford, назву виробника кузовів для Salmons & Son, якого Aston Martin купив у 1955 році. Назва Tickford була довго пов'язана з дорогими висококласними каретами, автомобілями та їх складаними дахами. Нова продукція включала в себе Tickford Austin Metro, Tickford Ford Capri і навіть інтер'єри Tickford для поїздів та Jaguar XJS. Pace продовжував спонсорувати гоночні події, а також спонсорував всі події Клубу власників Aston Martin, взявши автомобіль Nimrod Group C з двигуном Tickford, що належав президенту Клубу Вісконту Дауне. Автомобіль посів третє місце в Чемпіонаті виробників у 1982 та 1983 роках. Він також фінішував сьомим 1982 року на 24-годинних гонках у Ле-Мані. Проте, продажі серійних автомобілів складали мінімум за весь час існування компанії — 30 автомобілів, вироблених в 1982 році.
Оскільки на ринку нафти торгівля стала більш жорсткою і Aston Martin вимагав більше часу та грошей, Гаунтлетт погодився продати компанію Hays/Pace Кувейтському інвестиційному відділу у вересні 1983 року. Оскільки Aston Martin вимагала більших інвестицій, він також погодився продати свій пакет акцій американському імпортеру та грецькому судноплавному магнату Пітеру Ліваносу. Пітер інвестував через своє спільне з Ніком та Джоном Папаніколау підприємство ALL Inc. Гаунтлетт залишався головою AML з 55 % акцій, що належали компанії ALL, з частками 50/50 підприємства Tickford, розділеними між ALL та CHI. Непрості відносини закінчилися, коли ALL здійснила купівлю більшої частки акцій у компанії AML. Залишки акцій CHI були обмінені на повну власність CHI у компанії Tickford, що продовжувала розвиток існуючих проєктів Aston Martin. 1984 року компанія Папаніколау Titan, що займалася судноплавним бізнесом, зазнала фінансових проблем, тому батько Ліваноса Джордж викупив акції Папаніколау у компанії ALL, а Гаунтлетт знову став акціонером із 25 % у AML. За угодою Aston Martin/AML оцінили у 2 мільйони фунтів стерлінгів. Того ж року вона виготовила свій 10 000-й автомобіль.
Хоча в результаті Aston Martin довелося звільнити 60 працівників, Гаунтлетт придбав частку в італійському дизайнерському будинку Zagato і воскресив його співпрацю з Aston Martin.

Aston Martin V8 Vantage з фільму «Іскри з очей»

У 1986 році Гаунтлетт оголосив про повернення вигаданого британського таємного агента Джеймса Бонда до Aston Martin. Каббі Брокколі вирішив переробити персонажа, використовуючи актора Тімоті Далтона і намагаючись повернути образ Бонда, створений Шоном Коннері. Гаунтлетт дав свій особистий передсерійний Vantage для використання у зніманні фільму «Іскри з очей», і згодом продав Volante Брокколі для використання на його батьківщині в Америці. Однак, Гаунтлетт відхилив пропозицію зіграти роль полковника КДБ у фільмі: «Я б з радістю це зробив, але зайнятість не могла мені це дозволити».

## Aston Martin у власності компанії Ford
Aston Martin потребував коштів, щоб вижити в довгостроковій перспективі. У травні 1987 року Гаунтлетт і принц Майкл Кентський перебували в будинку Контасесси Маггі, дружини засновника перегонів Мілле Мілья, і розглядали спроби відродження. Іншим гостем дому був Волтер Хейз, віце-президент Ford of Europe. Попри проблеми, пов'язані з попереднім придбанням компанії AC Cars, Хейз побачив потенціал бренду, і обговорення призвело до того, що Ford купили пакет акцій у вересні 1987 року. 1988 року, виготовивши близько 20 тисяч автомобілів за 20 років, відновлена економіка та успішні продажі обмеженої версії Vantage, а також 52 купе Volante Zagato за ціною 86 000 фунтів стерлінгів кожен дозволили Aston Martin нарешті відійти від старого V8 і представити серію Virage — перший новий Aston, запущений через 20 років.

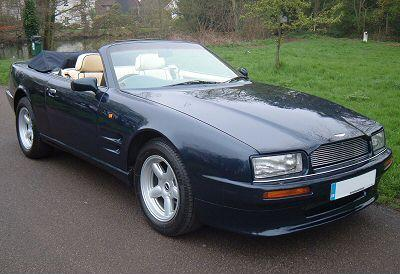
Aston Martin Virage Volante 1993 року

Гаунтлетт залишався за контрактом головою компанії протягом двох років, його захоплення перегонами змусили Aston Martin повернутись у автоперегони у 1989 році з деякими успіхами у Європі. Зі змінами правил щодо двигуна для сезону 1990 року та запуском нової моделі Aston Martin Volante, Ford забезпечив обмежене постачання двигунів Cosworth для автомобілів гоночної команди Jaguar. Оскільки «малий» Aston Martin DB7 вимагав значних технічних введень, Ford погодився взяти повний контроль над Aston Martin, тоді Гаунтлетт передав головування у Aston Martin Хейзу у 1991 році. 1992 року було оголошено випуск версії Vantage, а наступного року Aston Martin оновив серію DB, випустивши DB7.
Ford розмістив Aston у Premier Automotive Group, інвестувавши у нове виробництво та збільшивши виробництво. 1994 року Ford відкрив новий завод на Банбері Роуд в Блоксхемі. 1995 року Aston Martin випустив рекордні 700 автомобілів. До епохи Ford машини виготовлялися методами ручного виробництва, такими як «англійське колесо». 1998 року було виготовлено 2000-й DB7, а в 2002 році — 6000-й, перевищуючи виробництво всіх попередніх моделей DB. Серія DB7 була розширена шляхом додавання моделей V12 Vantage у 1999 році, а в 2001 році Aston Martin представив Aston Martin Vanquish з двигуном V12.

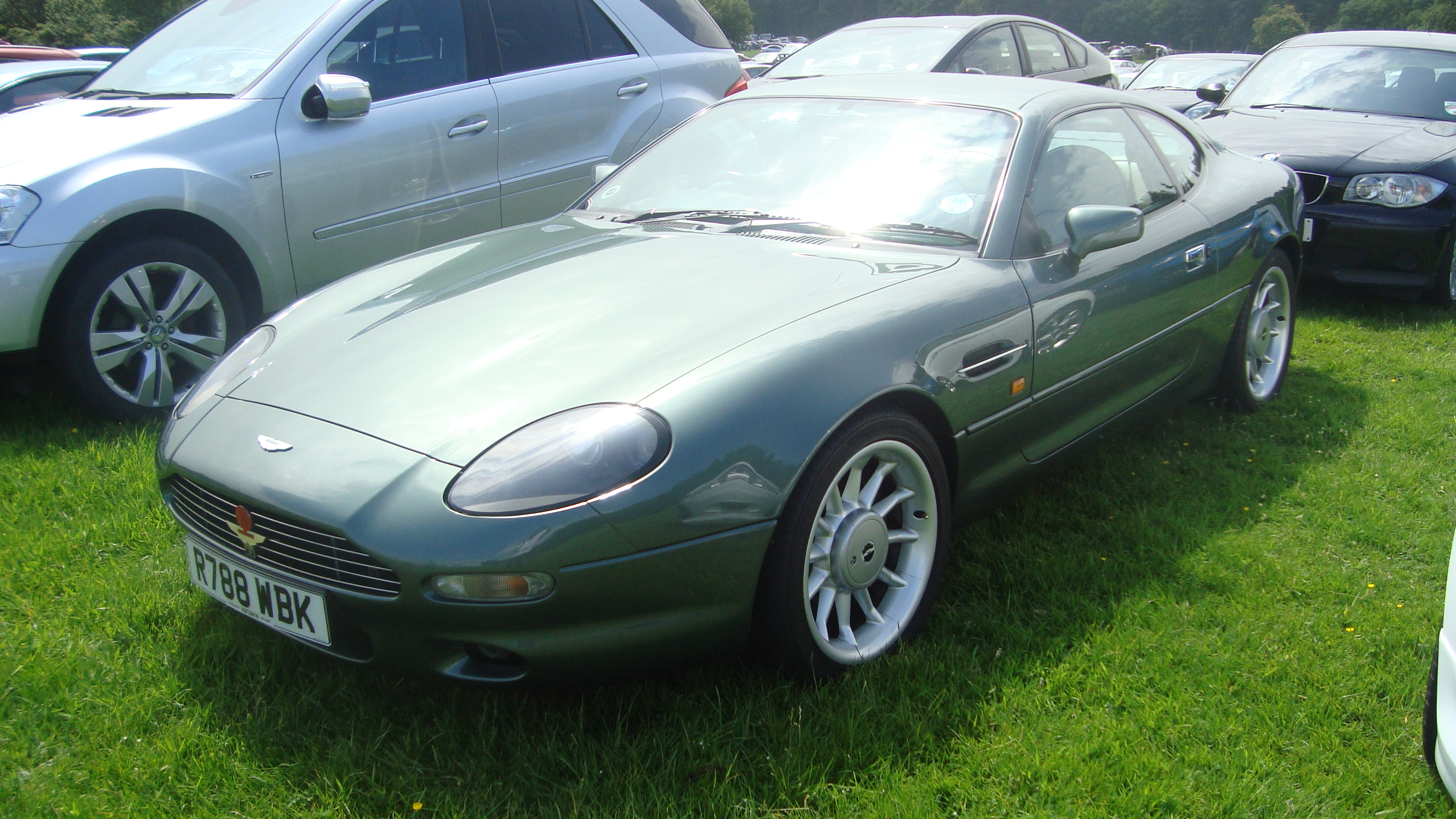
Aston Martin DB7

На Північноамериканському міжнародному автосалоні в Детройті, штат Мічиган, в 2003 році Aston Martin представив концепт-кар AMV8 Vantage. Було додано декілька змін перед її випуском у 2005 році, Vantage повернули класичний двигун V8, що дозволило Aston Martin конкурувати на великому ринку. 2003 рік також ознаменувався відкриттям заводу у Гайдоні, першого спеціалізованого заводу в історії Aston Martin. Також в 2003 році був представлений купе DB9, який замінив десятирічну DB7. Версія DB9 з кузовом кабріолет, DB9 Volante, була представлена на Детройтському автосалоні 2004 року.

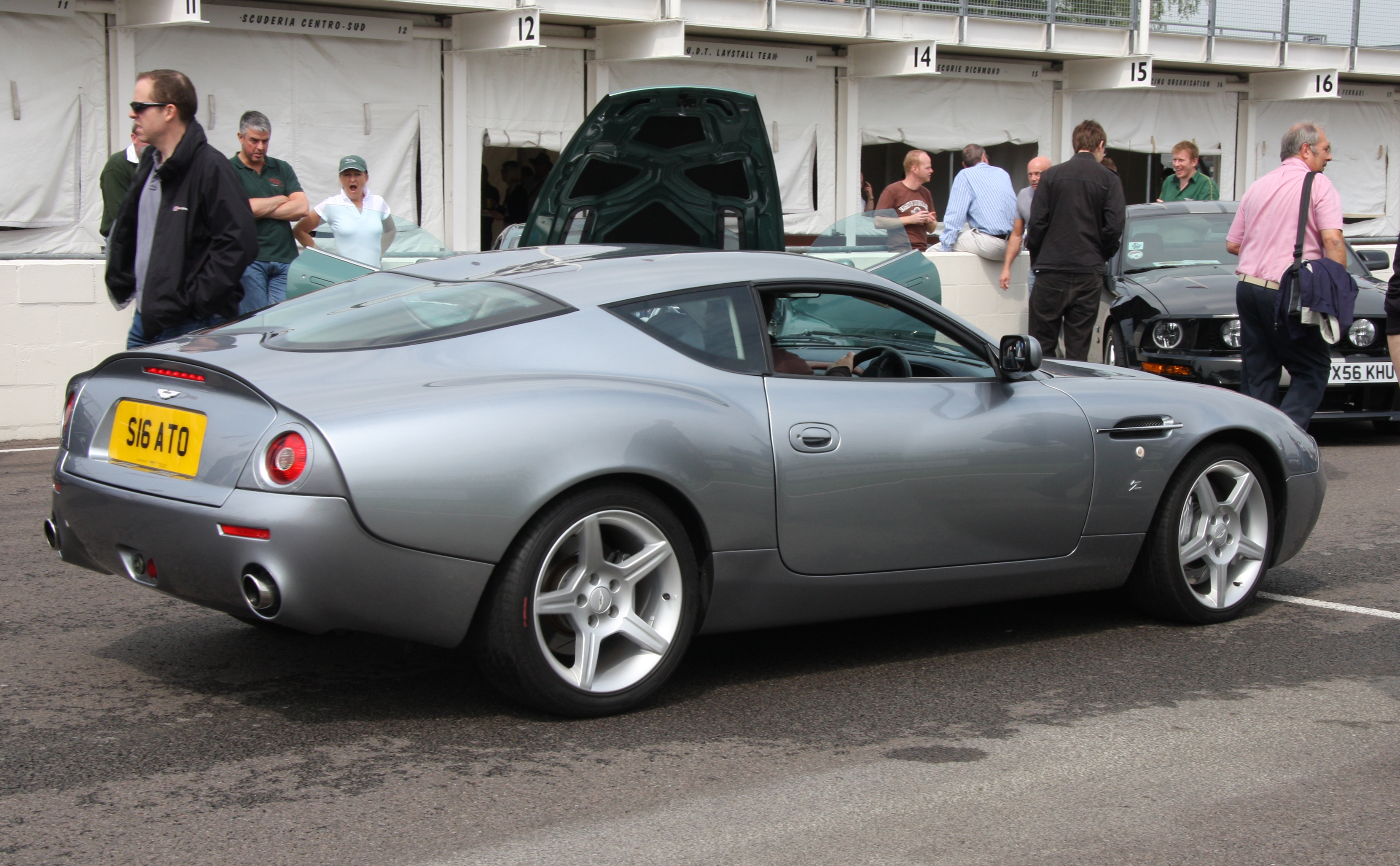
Aston Martin DB7 Zagato Coupé

У жовтні 2004 року Aston Martin відкрили завод з виробництва двигунів AMEP, площею 12 500 квадратних метрів (135 000 квадратних футів) в приміщеннях Ford Germany у Кельні. З потужністю виготовляти до 5000 двигунів за рік 100 спеціально підготовленимими працівниками, як при традиційному виробництві двигунів Aston Martin у Ньюпорт Пагнелл, збірка кожного вузла покладалася на одного техніка з 30, з варіантами V8 та V12, зібраними за 20 годин. Завдяки перенесенню виробництва двигунів назад до Aston Martin, компанія змогла випускати малі серії двигунів з вищими характеристиками. Збільшення об'єму двигуна дозволило у 2006 році виготовляти спортивний автомобіль V8 Vantage на заводі у Гайдоні, додавши його до DB9 та DB9 Volante.
У грудні 2003 року Aston Martin оголосив про повернення до автоспорту в 2005 році. Був створений новий підрозділ Aston Martin Racing, який став відповідальним разом із Prodrive за розробку, вдосконалення та управління програмою DBR9. DBR9 змагався в класі GT на перегонах спорткарів, включаючи всесвітньо відомі 24 години Ле-Мана.
У 2006 році внутрішній аудит призвело компанію Ford до розгляду питання про відчуження від частин своєї Premier Automotive Group. Після того, як висунули пропозиції щодо продажу компаній Jaguar Cars, Land Rover або Volvo Cars, Ford оголосив у серпні 2006 року, що залучив UBS AG до продажу всієї або частини Aston Martin на аукціоні.

## Aston Martin у власності британського консорціуму
12 березня 2007 року консорціум на чолі з головою Prodrive Девідом Річардсом придбав Aston Martin за 475 мільйонів фунтів стерлінгів (848 мільйонів доларів США). У групу входили американський інвестиційний банкір Джон Сінгерс та дві кувейтські компанії — Investment Dar та Adeem Investment, Prodrive не мав фінансової участі в угоді. Ford зберігав частку в Aston Martin, вартістю 40 млн фунтів стерлінгів (70 млн. доларів США).
Щоб продемонструвати тривалість V8 Vantage при русі через небезпечну місцевість і прорекламувати машину в Китаї, було здійснено перший перетин Міжнародної азійської мережі з червня по серпень 2007 року. Пара британців їхала з Токіо до Стамбула 12 089 км (7512 миль), приєднавшись до мережі Європейських автомагістралей, проїхавши ще 3295 км (2025 миль) до Лондона. Реклама була настільки успішною, що Aston Martin відкрив дилерські центри у Шанхаї та Пекіні протягом трьох місяців.

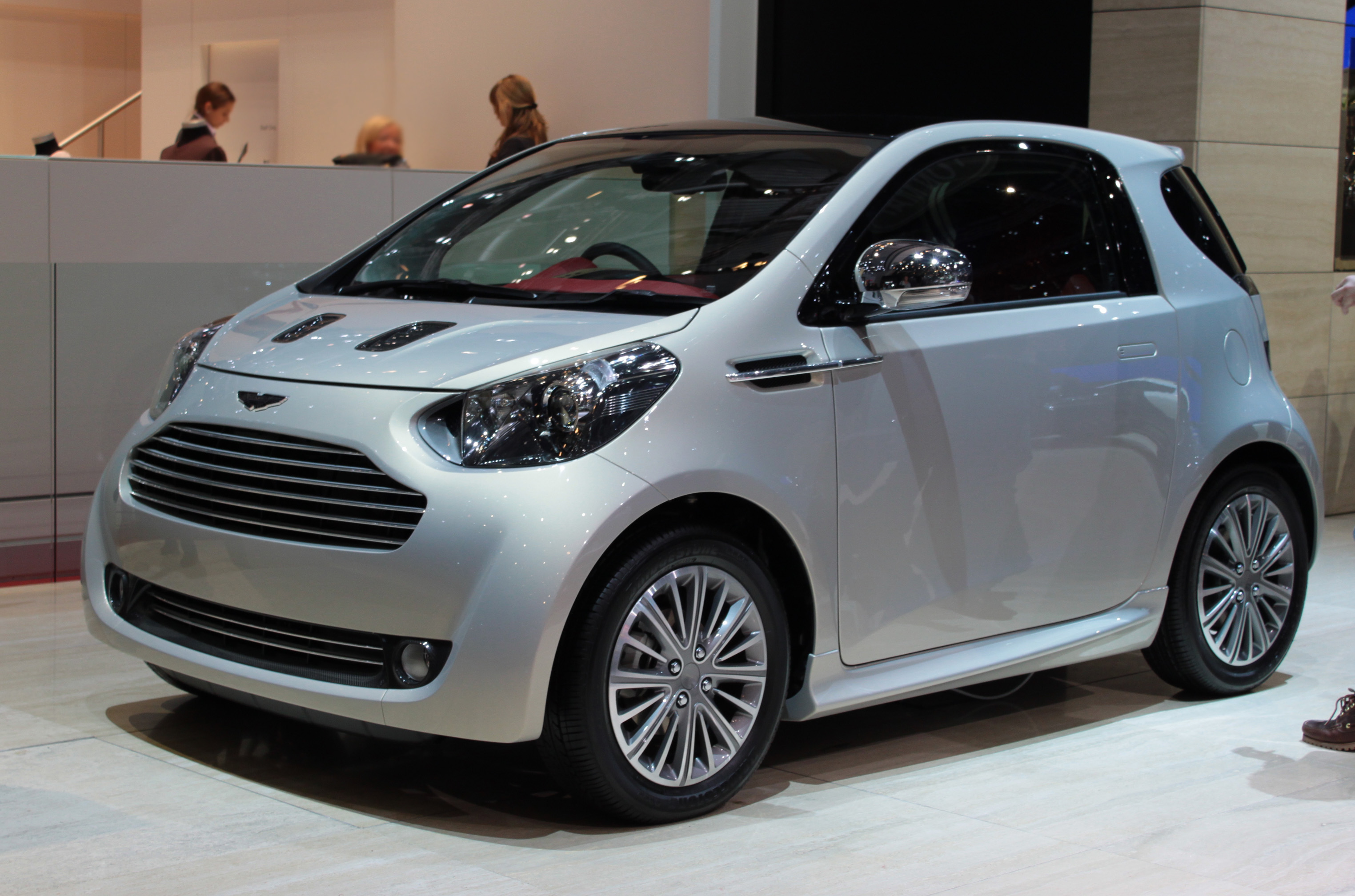
Aston Martin Cygnet

19 липня 2007 року завод у Ньюпорт Пагнелл випустив останній з майже 13 тисяч автомобілів, виготовлених там з 1955 року, — Vanquish S. Приміщення Tickford були перетворені на відділ обслуговування та реставрації Aston Martin. Виробництво у Великій Британії зараз зосереджене у Гайдоні на колишньому аеродромі V-bomber Королівських повітряних сил. У березні 2008 року Aston Martin оголосив про співпрацю з Magna Steyr, щоб забезпечити виробництво понад 2000 автомобілів щороку у Граці, Австрія, із запевненням: «Триваюче зростання та успіхи Aston Martin у Гайдоні як головному центрі та серці бізнесу з проєктування усієї продукції Aston Martin, продовжують здійснюватись і там».
Більше дилерів в Європі та нові зв'язки в Китаї збільшили загальну суму дилерів до 120 у 28 країнах.
1 вересня 2008 року Aston Martin оголосив про відродження марки Lagonda, запропонувавши концепт-кар, який показали 2009 року, що збіглося з 100-річчям бренду. Перше виробництво автомобілів було призначене на 2012 рік.

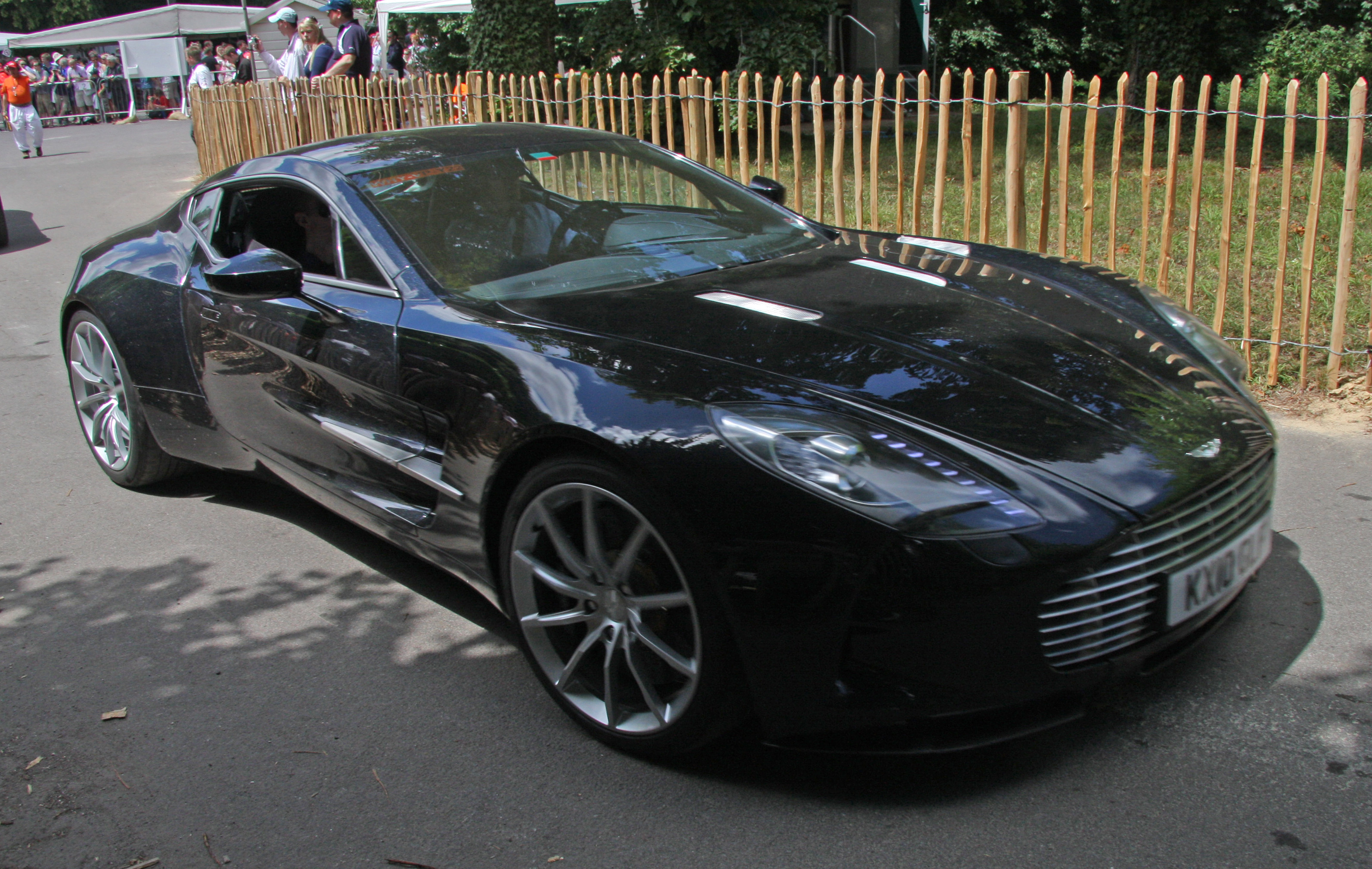
Aston Martin One-77

У грудні 2008 року Aston Martin оголосив про скорочення робочої сили з 1850 до 1250.
Перші чотиридверні спортивні автомобілі Aston Martin Rapide вийшли із заводу Magna Steyr в Граці, Австрія, у 2010 році. Контрактний виробник надає спеціальні послуги, що забезпечують дотримання вимогливих стандартів Aston Martin та інших марок, включаючи Mercedes-Benz. Ульріх Бец публічно заявив про аутсорсинг всіх операцій Aston Martin, за винятком маркетингу. У вересні 2011 року було оголошено, що виробництво Rapide буде повернуто до Гайдона у другій половині 2012 року, відновивши там все виробництво.

## Aston Martin у власності компанії Investindustrial
Наприкінці 2012 року Investment Dar переглянули свою частку, а Mahindra & Mahindra стала потенційним покупцем більшої частини акцій Aston Martin. Натомість, італійський фонд приватного капіталу Investindustrial підписав угоду 6 грудня 2012 року про покупку 37,5 % акцій компанії Aston Martin, інвестувавши 150 млн фунтів стерлінгів як збільшення капіталу. Це було підтверджено Aston Martin у прес-релізі 7 грудня 2012 року. У квітні 2013 року було повідомлено, що Ульріх Бец залишив свою посаду головного виконавчого директора, щоб зайняти посольську посаду, що широко розглядалося як перший крок нових акціонерів у перегляді керівництва та стратегії Aston Martin. 2 вересня 2014 року Aston Martin оголосив, що призначив виконавчого директора Nissan Енді Палмера головним виконавчим директором, разом з Ульріхом Бецем, який залишився невиконавчим директором. Оскільки обсяги продажів зменшувались, з 2015 року Aston Martin шукав нових клієнтів (особливо багатих покупців-жінок) з такими автомобілями, як Lagonda та DBX, випустивши концепт-кари, такі як Vulcan. За словами Палмера, проблеми почалися, коли продажі DB9 не забезпечили достатнього фонду для розробки моделей наступного покоління, що призвело до спадаючої спіралі зниження продажів та прибутковості.
У 2014 році Aston Martin зазнав втрати на оподаткування в розмірі 72 мільйонів фунтів, що майже втричі перевищило продаж у 2013 році 3500 машин за рік, що було значно нижче 7 300 проданих у 2007 році та 4200 проданих у 2013 році. У березні 2014 року компанія Aston Martin здійснила «платіж у натуральній формі» на 165 мільйонів доларів США, на 10,25 % річних, на додачу до 304 мільйонів фунтів стерлінгів із 9,25 %, виданих у 2011 році. Aston Martin також отримав додаткові інвестиції у розмірі 200 мільйонів фунтів від своїх акціонерів для фінансування розробки нових моделей. Повідомляється, що витрати Aston Martin на оподаткування в 2016 році збільшилися на 27 % — до 162,8 млн фунтів стерлінгів, шостий рік компанія продовжує зазнавати збитків.

## Зв'язки з Mercedes-AMG
У 2013 році Aston Martin підписали угоду з Daimler AG щодо постачання автомобілів Aston Martin нового покоління з новими двигунами Mercedes-AMG. Тепер Daimler AG володіє 5 % акцій Aston Martin. Mercedes-AMG також постачатиме Aston Martin електричні системи. Це технічне партнерство допоможе Aston Martin запустити нове покоління моделей, що включатимуть нові технології та V8. Перша модель зі спортивними технологіями Mercedes — це DB11, показана на Женевському автосалоні 2016 року, зі спортивною електронікою Mercedes для розваг, навігації та інших систем.

## Знаменні події
У серпні 2017 року Aston Martin DBR1/1 1956 року було продано на аукціоні Сотбі на Пебл Біч, штат Каліфорнія, на виставці Concours d'Elegance за 22 550 000 доларів, що зробило його найдорожчим британським автомобілем, який коли-небудь був проданий на аукціоні, за словами Сотбі. Автомобілем раніше їздили легенди гонок, такі як Керролл Шелбі та Стірлінг Мосс.

## Спонсорство
Компанія Aston Martin спонсорує футбольний клуб Мюнхен 1860 2 Бундесліги.

## Підводний човен
2017 року почалась співпраця Aston Martin з виробником техніки для підводного плавання компанією Triton Submarines. Менш ніж за рік в результаті спільної роботи був створений підводний човен Neptune. Прототип планують оприлюднити до кінця 2018 року, однак цю розробку уже порівнюють із Triton 3300/3. Нова модель розвиває швидкість у 5 вузлів, що дорівнює 9.3 км/год, однак глибина для занурення становить тільки 500 м. Neptune вміщає в себе 1 пілота та двох пасажирів і є зразком неймовірного комфорту та розкоші, що притаманно усім творінням Aston Martin.

## Aston Martin у автоспорті
Aston Martin брав участь у різних мотоспортивних заходах. Після широкомасштабної програми спортивних автомобілів, компанія почала свою участь у Формулі-1 наприкінці 1950-х років.

### Формула 1
Aston Martin навесні 1956 року розпочав розробку власної гоночної машини Формули-1. Через півтора року перший прототип був завершений. Метою було брати участь на машині в сезоні Формули-1 1958 року, але проєкт був заморожений, щоб сконцентруватись цього року на Світовому чемпіонаті спортивних автомобілів.

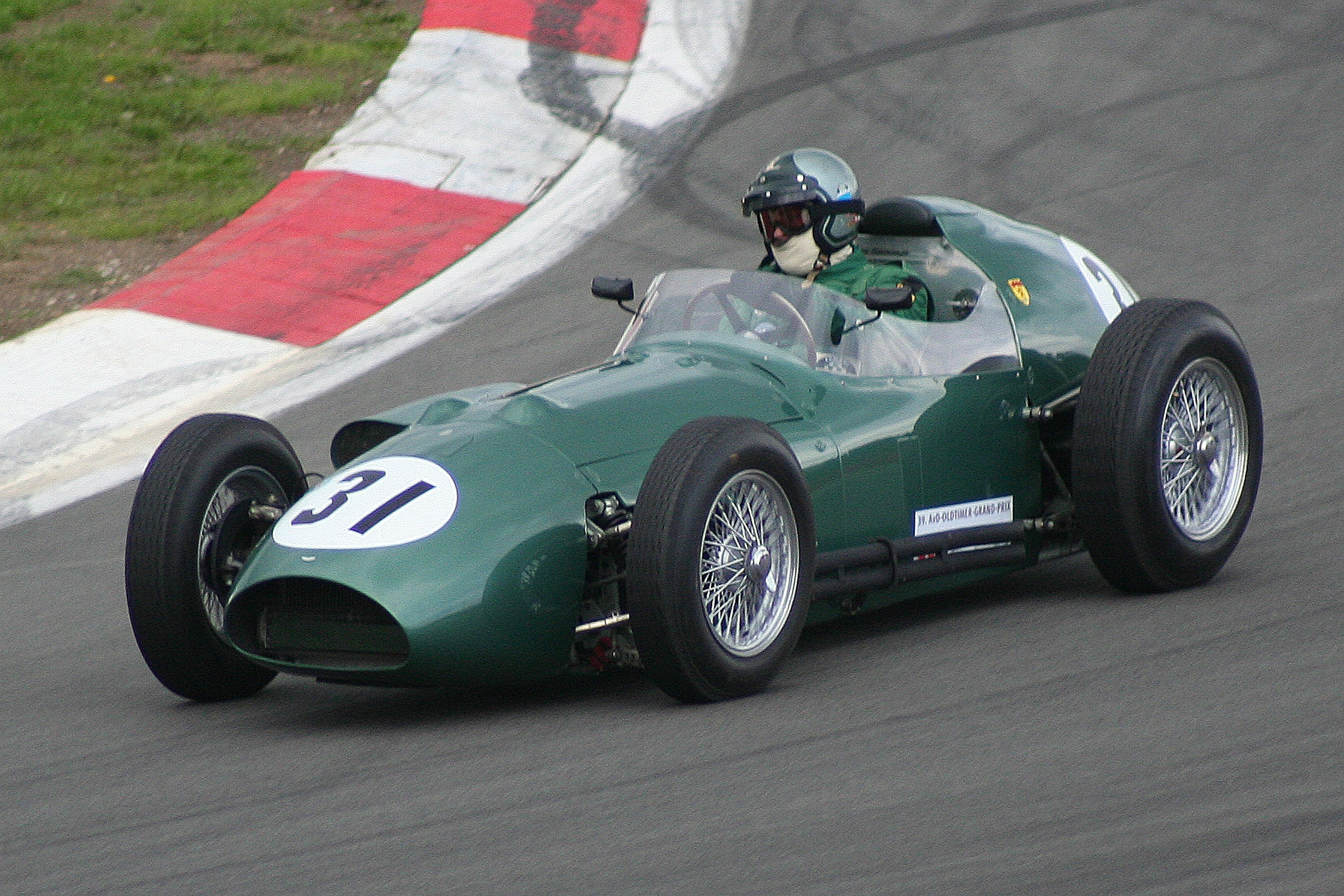
Aston Martin DBR4

1959 року Aston Martins вперше вивів заводську команду під назвою David Brown Corporation у Формулу-1. Компанія використовувала автомобіль Aston Martin DBR4, що був концептуально застарілим, з переднім розташуванням двигуна, просторовою рамою і задньою віссю типу De Dion. Пілотами були Рой Сальвадорі та Керролл Шелбі. Найкращі результати — два шостих місця на Гран-прі Великої Британії та Португалії. Для сезону 1960 року Aston Martin розробив DBR5 з повністю незалежною підвіскою. Автомобіль з'явився в 1960 році лише на кількох чемпіонатах світу. Його найкращим результатом стало зайняте Морісом Трінтіньяном 11 місце на Гран-прі Великої Британії. До кінця сезону Aston Martin припинили виступи у Формулі-1.
Для чемпіонату світу Формули-1 2016 року команда Force India, яка розташована у Великій Британії, але має індійську ліцензію, прагнула до співпраці з Aston Martin. Force India полягала на тому, щоб Aston Martin були їх спонсором. Однак, наприкінці грудня 2015 року Aston Martin вирішили взяти участь у Формулі-1 у складі команди Force India. З іншого боку, з сезону 2016 року логотип компанії красувався на гоночних автомобілях F1 австрійської гоночної команди Red Bull Racing. В рамках цього «інноваційного партнерства» було розроблено гіперкар Valkyrie.

### Спортивні автоперегони
У 1950-х роках основна увага компанії була звернута на спортивних автоперегонах. Aston Martin інвестував багато грошей у розвиток потужних гоночних автомобілів. Розвиток досяг апогею в 1959 році, коли Aston Martin виграв 24-години Ле-Мана та чемпіонат світу наприкінці року.
У 1970-х роках назва Aston Martin повернулася в світ спортивних автогонок. Це був приватний проєкт дилера Aston Martin Робіна Гамільтона, але його підтримували на різних етапах роботи на заводі. Гамільтон виступав в різних гонках на автомобілі під назвою Aston Martin DBS V8 RHAM1, який був оснований на Aston Martin DBS V8, побудованому 1972 року, що постійно розвивався протягом багатьох років.

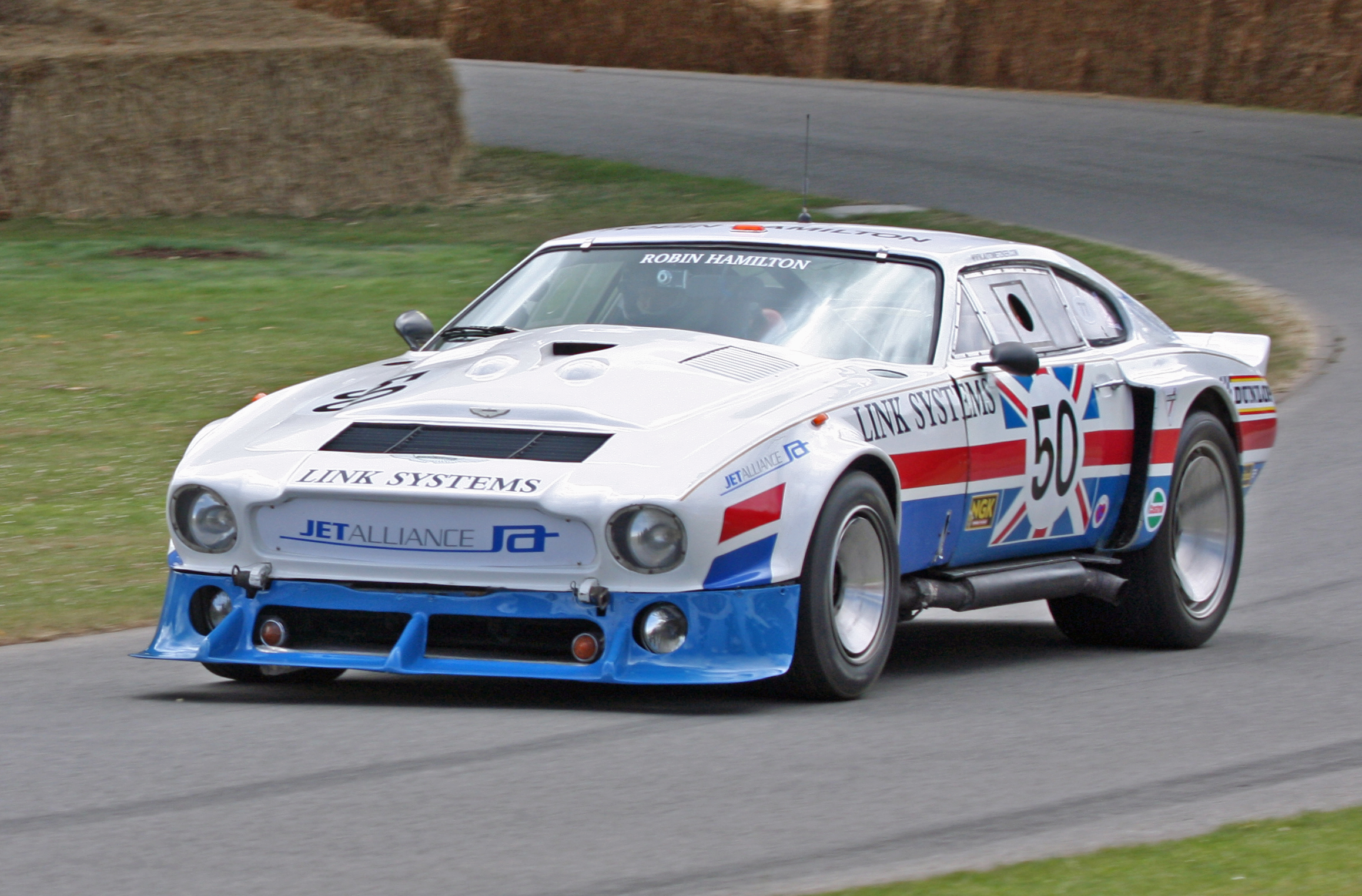
Aston Martin RHAM1 Робіна Гамільтона

Гамільтон виставив RHAM1 на 24-годинній гонці в Ле-Мані в 1977 році. Автомобіль мав, порівняно з серійними моделями, переглянутий аеродинамічний кузов, з нахиленою вперед передньою частиною, і був оснащений 5,3-літровим восьмициліндровим двигуном з чотирма карбюраторами Weber. Потужність двигуна становила 520 к.с., максимальна швидкість — 303 км/год. Після класифікаційних та кваліфікаційних заїздів машина в остаточному підсумку була прийнята на перегони. Водіями були Гамільтон і Майк Салмон. Вони закінчили перегони 17 у загальному заліку.
На 24 години Ле-Мана в 1978 році Гамільтон обладнав двигун RHAM1 турбокомпресором. Це збільшило потужність до 800 к.с.. Двигун з нагнітачем споживав 120 літрів бензину на тест-драйві на 100 км. Оскільки RHAM1 не був конкурентоспроможним з таким споживанням, Гамільтон забрав автомобіль безпосередньо перед початком гонки. У наступному році RHAM1 був оснащений бензиновим інжектором. Гамільтон, Майк Салмон і Дейв Пріс мали справу з надмірною вагою автомобіля і занадто слабкими гальмами. Через три години команда припинила перегони.

### Результати чемпіонату світу Формула-1
| Рік  | Шасі              | Двигун          | Шини        | Водій            | 1   | 2   | 3   | 4   | 5   | 6   | 7   | 8   | 9   | 10  | Очки | WCC  |
| ---- | ----------------- | --------------- | ----------- | ---------------- | --- | --- | --- | --- | --- | --- | --- | --- | --- | --- | ---- | ---- |
| 1959 | Aston Martin DBR4 | Aston Martin L6 | Avon Dunlop |                  | MON | 500 | NED | FRA | GBR | GER | POR | ITA | USA |     | 0    | 5-ий |
| 1959 | Aston Martin DBR4 | Aston Martin L6 | Avon Dunlop | Рой Сальвадорі   |     |     | Ret |     | 6   |     | 6   | Ret |     |     | 0    | 5-ий |
| 1959 | Aston Martin DBR4 | Aston Martin L6 | Avon Dunlop | Керролл Шелбі    |     |     | Ret |     | Ret |     | 8   | 10  |     |     | 0    | 5-ий |
| 1960 | Aston Martin DBR4 | Aston Martin L6 | Dunlop      |                  | ARG | MON | 500 | NED | BEL | FRA | GBR | POR | ITA | USA | 0    | 8-ий |
| 1960 | Aston Martin DBR4 | Aston Martin L6 | Dunlop      | Рой Сальвадорі   |     |     |     | DNS |     |     |     |     |     |     | 0    | 8-ий |
| 1960 | Aston Martin DBR5 | Aston Martin L6 | Dunlop      | Рой Сальвадорі   |     |     |     |     |     |     | Ret |     |     |     | 0    | 8-ий |
| 1960 | Aston Martin DBR5 | Aston Martin L6 | Dunlop      | Моріс Трінтіньян |     |     |     |     |     |     | 11  |     |     |     | 0    | 8-ий |

### Фініші на 24 годинах Ле-Мана
| Рік  | Позиція | Клас    | Номер | Команда                            | Водії                                                | Шасі                                | Двигун                                | Кола |
| ---- | ------- | ------- | ----- | ---------------------------------- | ---------------------------------------------------- | ----------------------------------- | ------------------------------------- | ---- |
| 1931 | 5       | 1.5     | 25    | Aston Martin                       | А. С. Бертеллі Моріс Гарві                           | Aston Martin 1½-litre International | Aston Martin 1.5L I4                  | 139  |
| 1932 | 5       | 1.5     | 20    | Aston Martin Ltd.                  | Семмі Ньюсом Генкен Вайденгрен                       | Aston Martin 1½-litre Le Mans       | Aston Martin 1.5L I4                  | 174  |
|      | 7       | 1.5     | 21    | Aston Martin Ltd.                  | А. С. Бертеллі Пет Дрісколл                          | Aston Martin 1½-litre Le Mans       | Aston Martin 1.5L I4                  | 168  |
| 1933 | 5       | 1.5     | 25    | Aston Martin Ltd.                  | Пет Дрісколл Кліфтон Пенн-Х'юз                       | Aston Martin 1½-litre Le Mans       | Aston Martin 1.5L I4                  | 188  |
|      | 7       | 1.5     | 24    | Aston Martin Ltd.                  | А. С. Бертеллі Семмі Девіс                           | Aston Martin 1½-litre Le Mans       | Aston Martin 1.5L I4                  | 174  |
| 1934 | 10      | 1.5     | 20    | M.R.E. Tongue                      | Реггі Тонг Моріс Фолкнер                             | Aston Martin 1½-litre Le Mans       | Aston Martin 1.5L I4                  | 188  |
|      | 11      | 1.5     | 24    | John Cecil Noël                    | Днон Сесіл Ноел Джен Уілер                           | Aston Martin 1½-litre Le Mans       | Aston Martin 1.5L I4                  | 180  |
| 1935 | 3       | 1.5     | 29    | Roy Eccles                         | Чарльз Мартін Чарльз Бракенбері                      | Aston Martin 1½-litre Ulster        | Aston Martin 1.5L I4                  | 215  |
|      | 8       | 1.5     | 33    | Maurice Faulkner                   | Моріс Фолкнер Том Кларк                              | Aston Martin 1½-litre Ulster        | Aston Martin 1.5L I4                  | 202  |
|      | 10      | 1.5     | 32    | C.T. Thomas                        | С. Т. Томас M. Кенйон                                | Aston Martin 1½-litre Ulster        | Aston Martin 1.5L I4                  | 199  |
|      | 11      | 1.5     | 31    | P.L. Donkin                        | Пітер Донкін Лорд Малкольм Дуглас-Гамільтон          | Aston Martin 1½-litre Ulster        | Aston Martin 1.5L I4                  | 199  |
|      | 12      | 1.5     | 27    | John Cecil Noël                    | Джим Елвес Мортимер Морріс-Гудолл                    | Aston Martin 1½-litre               | Aston Martin 1.5L I4                  | 196  |
|      | 15      | 1.5     | 30    | R.P. Gardner                       | Р. П. Гарднер А. С. Белое                            | Aston Martin 1½-litre Ulster        | Aston Martin 1.5L I4                  | 190  |
| 1937 | 5       | 1.5     | 37    | J.M. Skeffington                   | Дж. М. Скеффінгтон Р. С. Муртон-Нейл                 | Aston Martin 1½-litre Ulster        | Aston Martin 1.5L I4                  | 205  |
|      | 11      | 2.0     | 31    | C.T. Thomas                        | Мортимер Морріс-Гудолл Роберт П. Хікенс              | Aston Martin Speed Model            | Aston Martin 2.0L I4                  | 193  |
| 1939 | 12      | 2.0     | 29    | Robert Peverell Hichens            | Роберт П. Хікенс Мортимер Морріс-Гудолл              | Aston Martin Speed Model            | Aston Martin 2.0L I4                  | 199  |
| 1949 | 7       | S 2.0   | 27    | Arthur Jones                       | Артур Джонс Нік Хейнс                                | Aston Martin 2-Litre Sports (DB1)   | Aston Martin 2.0L I4                  | 207  |
|      | 11      | S 2.0   | 29    | Robert Lawrie                      | Роберт Лорі Роберт Уолк                              | Aston Martin 2-Litre Sports (DB1)   | Aston Martin 2.0L I4                  | ?    |
| 1950 | 5       | S 3.0   | 19    | Aston Martin Ltd.                  | Джордж Абекассіс Ленс Маклін                         | Aston Martin DB2                    | Aston Martin 2.6L I6                  | 249  |
|      | 6       | S 3.0   | 21    | Aston Martin Ltd.                  | Чарльз Брекенбері Рег Парнелл                        | Aston Martin DB2                    | Aston Martin 2.6L I6                  | 244  |
| 1951 | 3       | S 3.0   | 26    | Aston Martin Ltd.                  | Ленс Маклін Ерік Томпсон                             | Aston Martin DB2                    | Aston Martin 2.6L I6                  | 257  |
|      | 5       | S 3.0   | 25    | Aston Martin Ltd.                  | Джордж Абекассіс Брайан Шоу-Тейлор                   | Aston Martin DB2                    | Aston Martin 2.6L I6                  | 255  |
|      | 7       | S 3.0   | 24    | Aston Martin Ltd.                  | Рег Парнелл Девід Гемпшир                            | Aston Martin DB2                    | Aston Martin 2.6L I6                  | 252  |
|      | 10      | S 3.0   | 28    | N.H. Mann                          | Найджел Манн Мортимер Морріс-Гудолл                  | Aston Martin DB2                    | Aston Martin 2.6L I6                  | 236  |
|      | 13      | S 3.0   | 27    | P.T.C. Clark                       | Пітер Кларк Джеймс Скотт-Дуглас                      | Aston Martin DB2                    | Aston Martin 2.6L I6                  | 233  |
| 1952 | 7       | S 3.0   | 32    | Peter C.T. Clark                   | Пітер Кларк Майк Кін                                 | Aston Martin DB2                    | Aston Martin 2.6L I6                  | 248  |
| 1955 | 2       | S 3.0   | 23    | Aston Martin Ltd.                  | Пітер Коллінз Пол Фрере                              | Aston Martin DB3S                   | Aston Martin 2.9L I6                  | 302  |
| 1956 | 2       | S 3.0   | 8     | Aston Martin Ltd.                  | Стірлінг Мосс Пітер Коллінз                          | Aston Martin DB3S                   | Aston Martin 2.9L I6                  | 299  |
| 1957 | 11      | S 3000  | 21    | David Brown                        | Жан-Поль Колас Жан Кергуен                           | Aston Martin DB3S                   | Aston Martin 3.0L I6                  | 272  |
| 1958 | 2       | S 3000  | 5     | P & A.G. Whitehead                 | Грем Уайтхед Пітер Уайтхед                           | Aston Martin DB3S                   | Aston Martin 3.0L I6                  | 293  |
| 1959 | 1       | S 3.0   | 5     | David Brown Racing Dept.           | Керролл Шелбі Рой Сальвадорі                         | Aston Martin DBR1/300               | Aston Martin 3.0L I6                  | 323  |
|      | 2       | S 3.0   | 6     | David Brown Racing Dept.           | Моріс Трінтіньян Пол Фрере                           | Aston Martin DBR1/300               | Aston Martin 3.0L I6                  | 322  |
| 1960 | 3       | S 3.0   | 7     | Border Reivers                     | Рой Сальвадорі Джим Кларк                            | Aston Martin DBR1/300               | Aston Martin 3.0L I6                  | 306  |
|      | 9       | S 3.0   | 8     | Major Ian B. Baillie               | Ян Б. Байлі Джек Ферман                              | Aston Martin DBR1/300               | Aston Martin 3.0L I6                  | 281  |
| 1977 | 17      | GTP     | 83    | SAS Robin Hamilton                 | Робін Гамільтон Девід Пріс Майк Сальмон              | Aston Martin DBS V8 RHAM/1          | Aston Martin 5.3L V8                  | 260  |
| 1982 | 7       | C       | 32    | Viscount Downe Pace Petroleum      | Рей Маллок Саймон Філліпс Майк Сальмон               | Nimrod NRA/C2                       | Aston Martin-Tickford DP1229 5.3L V8  | 317  |
| 1983 | 17      | C       | 41    | EMKA Productions Ltd.              | Тіфф Ніделл Стів О'Рурк Нік Фор                      | EMKA C83/1                          | Aston Martin-Tickford 5.3L V8         | 275  |
| 1985 | 11      | C1      | 66    | EMKA Productions, Ltd.             | Тіфф Ніделл Стів О'Рурк Нік Фор                      | EMKA C84/1                          | Aston Martin-Tickford 5.3L V8         | 338  |
| 1989 | 11      | C1      | 18    | Aston Martin Ecurie Ecosse         | Брайан Редман Майкл Роу Костас Лос                   | Aston Martin AMR1                   | Aston Martin (Callaway) RDP87 6.0L V8 | 340  |
| 2005 | 9       | GT1     | 59    | Aston Martin Racing                | Девід Бребем Стефан Сарразін Даррен Тернер           | Aston Martin DBR9                   | Aston Martin 6.0L V12                 | 333  |
| 2006 | 6       | GT1     | 007   | Aston Martin Racing                | Томас Енж Даррен Тернер Андреа Піччіні               | Aston Martin DBR9                   | Aston Martin 6.0L V12                 | 350  |
|      | 9       | GT1     | 62    | Russian Age Racing Team Modena     | Антоніо Гарсія Девід Бребем Нельсон Піке, молодший   | Aston Martin DBR9                   | Aston Martin 6.0L V12                 | 343  |
|      | 10      | GT1     | 009   | Aston Martin Racing                | Педро Ламі Стефан Сарразін Стефан Ортеллі            | Aston Martin DBR9                   | Aston Martin 6.0L V12                 | 342  |
| 2007 | 1       | GT1     | 009   | Aston Martin Racing                | Девід Бребем Даррен Тернер Рікард Ріделл             | Aston Martin DBR9                   | Aston Martin 6.0L V12                 | 343  |
|      | 3       | GT1     | 008   | AMR Larbre Compétition             | Каспер Елгаард Джонні Герберт Фабріціо Голлін        | Aston Martin DBR9                   | Aston Martin 6.0L V12                 | 341  |
|      | 4       | GT1     | 007   | Aston Martin Racing                | Томас Енж Джонні Герберт Пітер Кокс                  | Aston Martin DBR9                   | Aston Martin 6.0L V12                 | 337  |
| 2008 | 1       | GT1     | 009   | Aston Martin Racing                | Девід Бребем Даррен Тернер Антоніо Гарсія            | Aston Martin DBR9                   | Aston Martin 6.0L V12                 | 344  |
|      | 4       | GT1     | 007   | Aston Martin Racing                | Хайнц-Харальд Фрінцен Андреа Піччіні Карл Вендлінгер | Aston Martin DBR9                   | Aston Martin 6.0L V12                 | 339  |
| 2009 | 4       | LMP1    | 007   | AMR Eastern Europe                 | Томас Енж Ян Харауз Стефан Мак                       | Lola-Aston Martin B09/60            | Aston Martin 6.0L V12                 | 373  |
|      | 13      | LMP1    | 008   | Aston Martin Racing                | Ентоні Девідсон Даррен Тернер Джо Верстаппен         | Lola-Aston Martin B09/60            | Aston Martin 6.0L V12                 | 342  |
|      | 3       | GT1     | 66    | Jetalliance Racing                 | Лукас Ліхтнер-Хойер Томас Грубер Алекс Мюллер        | Aston Martin DBR9                   | Aston Martin 6.0L V12                 | 294  |
| 2010 | 6       | LMP1    | 007   | Aston Martin Racing                | Гарольд Примат Адріан Фернандес Стефан Мак           | Lola-Aston Martin B09/60            | Aston Martin 6.0L V12                 | 365  |
|      | 3       | GT1     | 52    | Young Driver AMR                   | Томас Енж Крістоффер Найгаард Пітер Кокс             | Aston Martin DBR9                   | Aston Martin 6.0L V12                 | 311  |
| 2011 | 7       | LMP1    | 22    | Kronos Racing Marc VDS Racing Team | Ваніна Ікс Бас Ліндерс Максим Мартін                 | Lola-Aston Martin B09/60            | Aston Martin 6.0L V12                 | 328  |
| 2012 | 3       | GTE-Pro | 97    | Aston Martin Racing                | Даррен Тернер Адріан Фернандес Стефан Мак            | Aston Martin V8 Vantage GTE         | Aston Martin 4.5L V8                  | 332  |
| 2013 | 3       | GTE-Pro | 97    | Aston Martin Racing                | Даррен Тернер Пітер Дамбрек Стефан Мак               | Aston Martin V8 Vantage GTE         | Aston Martin 4.5L V8                  | 314  |
|      | 6       | GTE-Am  | 96    | Aston Martin Racing                | Роальд Гете Джеймі Кемпбелл-Вальтер Стюарт Холл      | Aston Martin V8 Vantage GTE         | Aston Martin 4.5L V8                  | 301  |

## Aston Martin у кіно
- Серія «Джеймс Бонд»

## Список автомобілів Aston Martin

### Дорожні автомобілі

#### Довоєнні автомобілі
- 1921—1925 Aston Martin Standard Sports
- 1927—1932 Aston Martin First Series
- 1929—1932 Aston Martin International
- 1932 Aston Martin International Le Mans
- 1932—1934 Aston Martin Le Mans
- 1933—1934 Aston Martin 12/50 Standard
- 1934—1936 Aston Martin Mk II
- 1934—1936 Aston Martin Ulster
- 1936—1940 Aston Martin 2-litre Speed Models (23 екземпляри) Останні 8 були оснащені кузовом C-type
- 1937—1939 Aston Martin 15/98

#### Післявоєнні автомобілі
- 1948—1950 Aston Martin 2-Litre Sports (DB1)
- 1950—1953 Aston Martin DB2
- 1953—1957 Aston Martin DB2/4
- 1957—1959 Aston Martin DB Mark III
- 1958—1963 Aston Martin DB4
- 1961—1963 Aston Martin DB4 GT Zagato
- 1963—1965 Aston Martin DB5
- 1965—1966 Aston Martin Short Chassis Volante
- 1965—1969 Aston Martin DB6
- 1967—1972 Aston Martin DBS
- 1969—1989 Aston Martin V8
- 1977—1989 Aston Martin V8 Vantage
- 1986—1990 Aston Martin V8 Zagato
- 1989—1996 Aston Martin Virage/Virage Volante
- 1989—2000 Aston Martin Virage
- 1993—2000 Aston Martin Vantage
- 1996—2000 Aston Martin V8 Coupe/V8 Volante
- 1993—2003 Aston Martin DB7/DB7 Vantage
- 2001—2007 Aston Martin V12 Vanquish/Vanquish S
- 2002—2003 Aston Martin DB7 Zagato
- 2002—2004 Aston Martin DB AR1
- 2004—2016 Aston Martin DB9
- 2005– Aston Martin V8 та V12 Vantage
- 2007—2012 Aston Martin DBS V12
- 2009—2012 Aston Martin One-77
- 2010– Aston Martin Rapide/Rapide S
- 2011—2012 Aston Martin Virage/Virage Volante
- 2011—2013 Aston Martin Cygnet, на основі Toyota iQ
- 2012—2013 Aston Martin V12 Zagato
- 2012– Aston Martin Vanquish/Vanquish Volante
- 2015– Aston Martin Vulcan
- 2016– Aston Martin DB11
- 2018– Aston Martin Valkyrie

#### Інші автомобілі
- 1944 Aston Martin Atom (концепт)
- 1961—1964 Lagonda Rapide
- 1976—1989 Aston Martin Lagonda
- 1980 Aston Martin Bulldog (концепт)
- 1993 Lagonda Vignale (концепт)
- 2007 Aston Martin V12 Vantage RS (концепт)
- 2007—2008 Aston Martin V8 Vantage N400
- 2009 Aston Martin Lagonda SUV (концепт)
- 2010 Aston Martin V12 Vantage Carbon Black Edition
- 2010 Aston Martin DBS Carbon Black Edition
- 2013 Aston Martin Rapide Bertone Jet 2+2 (концепт)
- 2013 Aston Martin CC100 Speedster (концепт)
- 2015 Aston Martin DB10 (концепт)

#### Сучасні моделі
- Aston Martin DB11
- Aston Martin Rapide S
- Aston Martin Vanquish & Vanquish Volante
- Aston Martin V8 & V12 Vantage
- Aston Martin Vulcan
- Aston Martin Valkyrie

### Гоночні автомобілі (післявоєнні)
- Aston Martin DB3 (1950—1953)
- Aston Martin DB3S (1953—1956)
- Aston Martin DBR1 (1956—1959)
- Aston Martin DBR2 (1957—1958)
- Aston Martin DBR3 (1958)
- Aston Martin DBR4 (1959)
- Aston Martin DBR5 (1960)
- Aston Martin DP212 (1962)
- Aston Martin DP214 (1963)
- Aston Martin DP215 (1963)
- Aston Martin RHAM/1 (1976—1979)
- Aston Martin AMR1 (1989)
- Aston Martin AMR2 (не змагався)
- Aston Martin DBR9 (2005–)
- Aston Martin DBRS9 (2005–)
- Aston Martin V8 Vantage N24 (2006–)
- Aston Martin V8 Vantage Rally GT (2006–)
- Aston Martin V8 Vantage GT2 (2008–)
- Aston Martin V8 Vantage GT4 (2008–)
- Aston Martin DBR1-2 (2009–)
- Aston Martin AMR-One (2011)

#### Автомобілі з двигунами Aston Martin
- Cooper-Aston Martin (1963)
- Lola T70-Aston Martin (1967)
- Aston Martin DPLM (1980—1982)
- Nimrod NRA/C2-Aston Martin (1982—1984)
- Aston Martin EMKA C83/1 та C84/1 (1983—1985)
- Cheetah G604-Aston Martin
- Lola B08/60-Aston Martin (2008–)

## Галерея
|  |  |  |  |
|  |  |  |  |
|  |  |  |  |
|  |  |  |  |
|  |  |  |  |
|  |  |  |  |
|  |  |  |  |
|  |  |  |  |
|  |  |  |  |
|  |  |  |  |
|  |  |  |  |
|  |  |  |  |
|  |  |  |  |
|  |  |  |  |

|  |  |  |  |
|  |  |  |  |
|  |  |  |  |
|  |  |  |  |

|  |  |  |  |
|  |  |  |  |
|  |  |  |  |
|  |  |  |  |
|  |  |  |  |
|  |  |  |  |

|  |  |  |  |
|  |  |  |  |